# 因島南インターチェンジ
因島南インターチェンジ（いんのしまみなみインターチェンジ）は、広島県尾道市因島田熊町にある西瀬戸自動車道（通称：しまなみ海道）のインターチェンジである。

## 概要
四国方面（今治方面）のみのハーフICである。したがって、四国方面から因島で降りる場合、当ICで降りなければならない。因島北ICでは、本州方面（尾道方面）のみのハーフICとなっている。そのため、「因島北は出口なし」の標識がある。
開通当初は、「田熊出入口」と呼ばれていた。当初計画では本ICは仮出入口であり、全通後は本ICを廃止して現在の因島北ICに尾道・今治両方面の出入口を集約する予定であったが、廃止されると因島市中心部と今治方面のアクセスが不便になるという声が高まり、現在の運用方法に変更された。

## 道路
- 西瀬戸自動車道（5番）
- 接続する道路：国道317号

## 料金所

### 入口
- レーン数:1
  - ETC・一般:1

### 出口
- レーン数:2
  - ETC専用:1
  - 一般:1

## 周辺
- 尾道市役所因島総合支所
- 因島警察署
- 因島消防署
- 広島県立因島高等学校
- 生口橋
- 万田発酵

## 隣
西瀬戸自動車道
(4)因島北IC - 重井BS - (5)因島南IC - (6)生口島北IC